# باول ك. جونز
باول ك. جونز (بالإنجليزية: Paul C. Jones)‏ هو سياسي أمريكي، ولد في 12 مارس 1901 بكينيت في الولايات المتحدة، وتوفي بنفس المكان في 10 فبراير 1981. حزبياً، نشط في الحزب الديمقراطي.

## مناصب
- انتخب عضو مجلس ولاية ميزوري (1937 – 1944).
- انتخب عضو  [لغات أخرى]‏ (1935 – 1937).
- انتخب رئيس [الإنجليزية]‏ (1934 – 1946).
- انتخب عمدة (1933 – 1935).
- انتخب مجلس بلدي  [لغات أخرى]‏ (1931 – 1933).
- انتخب عضو مجلس النواب الأمريكي.